# Casa Ramon Reig i Argelagós
Casa Ramon Reig i Argelagós és una obra modernista de la Garriga (Vallès Oriental) protegida com a Bé Cultural d'Interès Local.

## Descripció
Casa unifamiliar entre mitgeres que consta de planta baixa, planta pis i golfes.
La composició de façana és a base de tres eixos verticals. Totes les obertures són de llinda plana i incorporen una motllura d'arc rebaixat excepte les de les golfes que són arcs deprimits convexos. A la planta baixa s'obren dues portes i una finestra. La porta més gran està centrada i coincideix amb la botiga. L'altra dona a l'escala d'accés a l'edifici. Les obertures dels extrems tenen una motllura d'arc rebaixat que les emmarca a la façana mentre que el portal central està emmarcat amb les mènsules del balcó de la planta superior. Concretament a la planta pis les obertures es concreten en un balcó que centralitza la composició amb finestres a banda i banda. El balcó està motllurat i queda tancat per una barana de perfil corb. A les golfes s'obren vuit finestres d'arc deprimit convex, quatre centrals i dues a cada extrem. Els ampits de les finestres estan recoberts pel mateix tipus de rajola vidrada taronja que corona el sòcol. Les finestres tenen persianes de llibret.
El revestiment de la façana es recolza sobre un sòcol de paredat format per grans carreus coronat per una filada de rajoles vidrades de color ataronjat i disposades a la manera de guardapols i la resta és arrebossada